# Hilda Koronel
Hilda Koronel, née le 17 janvier 1957, est une actrice philippine. Née d'une mère philippine et d'un père américain, militaire à la base aérienne de Clark, elle a joué dans près de 45 films depuis les années 70, dont de nombreux acclamés par la critique nationale. 

## Filmographie
| Année | Titre                     | Rôle                     | Chaîne      |
| ----- | ------------------------- | ------------------------ | ----------- |
| 1997  | Esperanza                 | Stella                   | ABS-CBN     |
| 1997  | Mula Sa Puso              | Jerry                    | ABS-CBN     |
| 1998  | Ang Munting Paraiso       | Cindy                    | ABS-CBN     |
| 2001  | Sa Dulo Ng Walang Hanggan | Dolores                  | ABS-CBN     |
| 2002  | Kung Mawawala Ka          | Alicia                   | GMA Network |
| 2005  | Ikaw Ang Lahat Sa Akin    | Susanna Ynares           | ABS-CBN     |
| 2015  | Bridges Of Love           | Stella-Sandoval Torralba | ABS-CBN     |

| Année | Titre                         | Rôle              | Société de production  |
| ----- | ----------------------------- | ----------------- | ---------------------- |
| 1974  | Tinimbang ka ngunit kulang    | Evangeline Ortega | Cinemanila Corporation |
| 1975  | Manille                       | Ligaya Paraiso    | Cinemanila Corporation |
| 1976  | Insiang                       | Insiang           | Cinemanila Corporation |
| 1986  | Nasaan Ka Nang Kailangan Kita | Jenny             | Regal Films            |
| 1999  | Tanging Yaman                 | Celine            | Star Cinema            |
| 2004  | Santa Santita                 |                   | Star Cinema            |
| 2005  | Nasaan Ka Man                 | Trining           | Star Cinema            |
| 2006  | Eternity                      | Chayong           | Regal Films            |
| 2009  | Villa Estrella                | Jeline            | Star Cinema            |
| 2011  | Way Back Home                 | Jomar Carey       | Star Cinema            |
| 2012  | The Mistress                  | Regina Torres     | Star Cinema            |